# بوفالو بیل و سرخپوستان، یا درس تاریخ گاو نشسته
بوفالو بیل و سرخپوستان، یا درس تاریخ گاو نشسته (انگلیسی: Buffalo Bill and the Indians, or Sitting Bull's History Lesson) فیلمی در ژانر وسترن به کارگردانی رابرت آلتمن است که در سال ۱۹۷۶ منتشر شد. این فیلم برنده خرس طلایی از جشنواره فیلم برلین شده‌است.

## بازیگران
- پل نیومن
- جوئل گری
- کوین مک‌کارتی
- هاروی کایتل
- ویل سمسون
- برت لنکستر
- جرالدین چاپلین
- شلی دووال
- برت رمسن
- پت مک‌کورمیک
- دنور پیل